# Trinomio notevole
Nel calcolo letterale, precisamente nelle scomposizione dei polinomi, il trinomio notevole è un polinomio che può essere espresso nella forma:
{\displaystyle ax^{2}+bx+c\qquad ({\mbox{con }}a,b,c\neq 0)}
e per il quale esiste un metodo noto per scomporlo come prodotto di due binomi di primo grado.

## Metodo di scomposizione
Si possono distinguere i due casi in cui il coefficiente del termine di secondo grado sia uguale o diverso da {\displaystyle 1}.

### Casoa= 1
Nel caso in cui il coefficiente del termine di secondo grado sia uguale a {\displaystyle 1}, il trinomio si presenta nella forma:
{\displaystyle x^{2}+bx+c\,}
in questo caso può essere scomposto nel prodotto di due binomi di primo grado nella forma:
{\displaystyle (x+u)(x+v)},
dove {\displaystyle u} e {\displaystyle v} sono due termini con le seguenti due proprietà:
- {\displaystyle u+v=b}
- {\displaystyle u\cdot v=c}.

Eseguendo i conti infatti si ottiene:
{\displaystyle {\begin{aligned}(x+u)(x+v)&=x^{2}+vx+ux+uv\\&=x^{2}+x(v+u)+uv\\&=x^{2}+bx+c\\\end{aligned}}}
Un metodo pratico per trovare {\displaystyle u} e {\displaystyle v} può essere quello di trovare le due radici del polinomio. Infatti se
{\displaystyle x^{2}+bx+c=0},
allora:
{\displaystyle (x-u)(x-v)=0\Rightarrow {\begin{cases}x_{1}=u\\x_{2}=v\end{cases}}}
Per trovare le radici del trinomio notevole basta quindi utilizzare la formula risolutiva per le equazioni di secondo grado:
{\displaystyle x_{1,2}={\frac {-b\pm {\sqrt {b^{2}-4ac}}}{2a}}}

### Casoa≠ 1
Nel caso in cui il coefficiente del termine di secondo grado sia diverso da {\displaystyle 1} il polinomio si scompone nel modo seguente:
{\displaystyle ax^{2}+bx+c=a(x+u)(x+v)},
dove {\displaystyle u} e {\displaystyle v} possiedono le seguenti proprietà:
- {\displaystyle u+v={\frac {b}{a}}}
- {\displaystyle u\cdot v={\frac {c}{a}}}.

Anche in questo caso la scomposizione può essere dimostrata nel modo seguente:
{\displaystyle {\begin{aligned}a(x+u)(x+v)&=ax^{2}+avx+aux+auv\\&=ax^{2}+ax(v+u)+auv\\&=ax^{2}+bx+c\\\end{aligned}}}
Come nel caso precedente, {\displaystyle u} e {\displaystyle v} possono essere trovati cercando le radici del polinomio utilizzando la formula per le equazioni di secondo grado.

## Trinomi di grado superiore a 2
Più in generale se consideriamo il trinomio:
{\displaystyle ax^{h}+bx^{k}+c\qquad {\mbox{con }}h=2k}
questo può essere scomposto utilizzando la sostituzione di variabili {\displaystyle x^{k}=t} così da ottenere il trinomio:
{\displaystyle at^{2}+bt+c},
che può essere scomposto utilizzando i metodi descritti sopra e successivamente riapplicando al contrario la sostituzione.